# تحية عسكرية

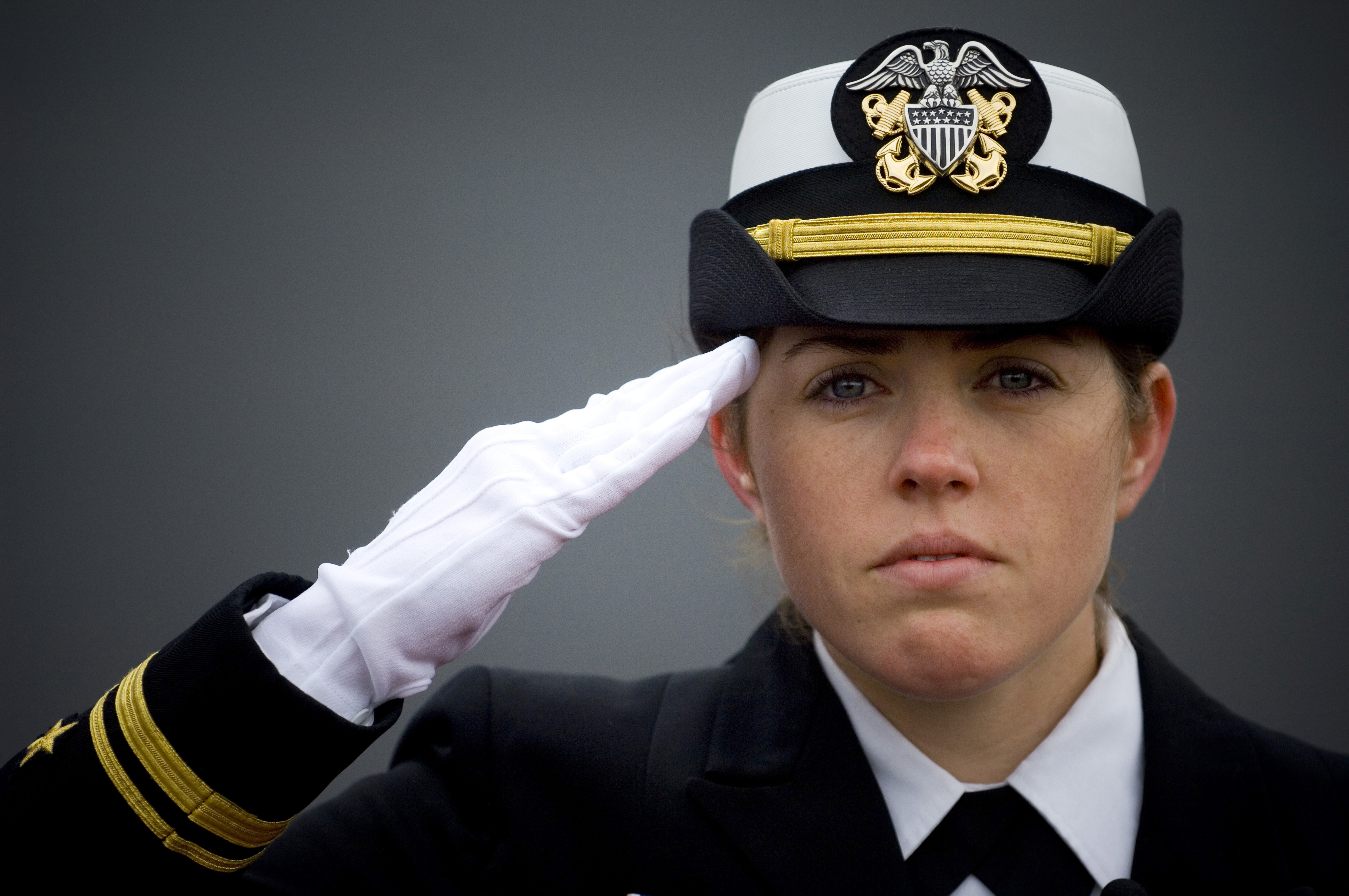
التحية العسكرية في القوات البحرية الأمريكية

التحية العسكرية هي تقليد قديم مُختلَفٌ في أصوله. فهناك من يرى أن أصل التحية العسكرية يعود إلى عهود قديمة جدا، عندما كان يلتقي المسافرون على الطريق، فيشير الواحد منهم للآخر برفع يده اليمنى مفتوحة، تأكيدا على أنه أعزل لا يحمل سلاح، وليعلن أنه مسالم وليس عدوا محتملا.
ويرى آخرون أن أصلها يعود إلى أيام الفروسية، عندما كان الفرسان يلبسون الخوذات الحديدية التي كانت تتميز بحجاب حديدي واق للوجه، يرفع إلى أعلى لكشف الوجه، ويعاد لحمايته دون إزالة الخوذة. وكان الجنود يرفعونه باليد اليمنى لتحية الضباط ولإثبات الهوية.
ويرى البعض الآخر أن أصلها يعود إلى عادة رفع القبعة قليلا عن الرأس، دون خلعها، لإظهار الاحترام والمجاملة، فمرت بمراحل كثيرة قبل أن تصبح تحية عسكرية رسمية. ويقول البعض أنه، تخوفا من اتساخ القبعات من البارود والطين الموجود في اليد، اكتفي من تحية رفع القبعة بالإشارة المعروفة.
وذهب آخرون في تفسير أصل التحية العسكرية، إلى أنه يعود إلى أواخر القرن السادس عشر عندما هزم الإنجليز الأسطول الإسباني سنة 1588، حيث أصدر قائد الأسطول الإنجليزي، تملقا للملكة، أمرا غريبا يخص الضباط والبحارة الذين ستوشحهم إليزابيث الأولى في حفل بالمناسبة. وجاء في هذا الأمر:
"نظرا لجمال ملكتنا الفائق، الذي يذهب بالأبصار، على كل جندي عندما يتقدم أمام جلالتها لتقلد الوسام، الذي ستنعم عليه به، أن يضع يده اليمنى على عينيه وقاية لهما."
ومنذ ذلك التاريخ أصبحت تلك التحية من تقاليد تلك الملكة التي توفيت سنة 1603. وبمضي الأيام تطورت التحية حتى اتخذت الوضع الحالي، وعن إنجلترا أخذتها الأمم الأخرى فأصبحت التحية الرسمية لجميع الهيئات العسكرية.